# Lukas Röder
Lukas Röder (* 1993 in Starnberg bei München) ist ein deutscher Filmregisseur und Drehbuchautor.

## Leben und Arbeit
Nach Praktika bei Rosa von Praunheim und Julia von Heinz studiert Röder seit 2017 an der Hochschule für Fernsehen und Film (HFF) in München Spielfilmregie in der Abteilung Kino- und Fernsehfilm. Nach Kurzfilmen realisierte er die beiden mittellangen Filme Gehirntattoo und Langer Langer Kuss. Gehirntattoo feierte seine Premiere 2021 auf den Internationalen Hofer Filmtagen, dort wurde er für den Film mit dem Hofer Goldpreis ausgezeichnet. Langer Langer Kuss feierte seine Premiere auf der 73. Berlinale, den Internationalen Filmfestspielen Berlin 2023 in der Perspektive Deutsches Kino. Langer Langer Kuss wurde für den Heiner-Carow-Preis, den Kompass-Perspektive-Preis und den Teddy Award als Bester Spielfilm nominiert.
Bei der 46. Ausgabe des Filmfestivals Max Ophüls Preis präsentierte Lukas Röder 2025 mit dem Drama Scham sein Spielfilm-Debüt, welches mit dem Preis der Ökumenischen Jury ausgezeichnet wurde und bereits einen Verleih gefunden hat. Über seine Absichten sagt der Regisseur: „Ich hoffe, dass der Film Gespräche anstößt, die notwendig sind, besonders in Bezug auf Missbrauch, den er thematisiert. Ich wünsche mir, dass Eltern den Film sehen und anschließend mit ihren Kindern darüber sprechen – und umgekehrt, dass auch Kinder mit ihren Eltern ins Gespräch kommen. Das war mein Hauptziel mit diesem Film, und genau diese Reaktion erhoffe ich mir vom Publikum.“

## Filmographie
- 2021: Gehirntattoo (Mittellanger Spielfilm)
- 2023: Langer Langer Kuss (Mittellanger Spielfilm)
- 2025: Scham (Spielfilm)

## Auszeichnungen und Nominierungen
- 2021: Hofer Goldpreis für Gehirntattoo
- 2023: Nominierung für den Heiner-Carow-Preis für Langer Langer Kuss
- 2023: Nominierung für den Kompass-Perspektive-Preis für Langer Langer Kuss
- 2023: Nominierung für den Teddy Award für Langer Langer Kuss
- 2025: Preis der Ökumenischen Jury beim Filmfestival Max Ophüls Preis für Scham